# Lehnekenstein
Der Lehnekenstein (auch Brautstein genannt) ist ein Menhir in Bonese, einem Ortsteil von Dähre im Altmarkkreis Salzwedel in Sachsen-Anhalt.

## Namensvarianten
Neben der Alternativbezeichnung Brautstein sind noch zahlreiche Varianten des Namens Lehnekenstein überliefert, nämlich Benekenstein, Leenkenstein, Lehnchenstein, Lehnkenstein, Lenchenstein, Leneckenstein, Lenekenstein und Lenekonstein.

## Lage
Der Stein befindet sich 2 km westlich von Bonese am Rand eines Waldstücks. Dort steht er auf erhöhtem Gelände, unweit der höchsten Stelle. In historischer Zeit diente er als Grenzstein zwischen den drei Orten Bonese, Rustenbeck und Markau. 1859 führten zwei Wege direkt am Stein vorüber.

## Beschreibung
Ursprünglich war der Lehnekenstein von einem Kreis kleinerer Steine mit einem Radius von 2 m umringt. 1860 wurden diese abgetragen und als Baumaterial verwendet. Einige sollen für das Fundament einer Brauerei in Uelzen verwendet worden sein, andere für das Fundament eines Bauernhauses in Bonese, weitere für einen Schafstall und für die Kreis-Chaussee. 1882 waren von dem Steinkreis noch zwei aufrecht stehende Steine mit einer Höhe von etwa 1 m übrig. 2006 war lediglich noch ein Stein vorhanden. Dieser lag verschleppt in 19 m östlicher Entfernung und wies Keillöcher auf. Er hatte eine Länge von 90 cm und eine Breite von 72 cm.
Der Lehnekenstein besteht aus grobkörnigem Granit. Seine Gesamthöhe beträgt 290 cm, davon ragen 220 cm aus der Erde. Die Breite beträgt 150 cm und die Tiefe 90 cm. Er ist quaderförmig und läuft in einer schrägen Spitze aus. Er ist stark verwittert und besitzt stark verrundete Kanten. Zwei durch Verwitterung entstandene Bänder verlaufen diagonal über den Stein.
Funde aus der weiteren Umgebung des Menhirs lassen sich lediglich allgemein dem Neolithikum zuordnen. Es fanden auch mehrere Grabungen direkt am Stein statt, unter anderem 1918, diese erbrachten allerdings keinerlei Funde.
Etwa 6 km nordöstlich stand bis 1854 in der Nähe des Lehnekenberges bei Dahrendorf eine ganz ähnliche Anlage: Der Steinkreis von Dahrendorf. Dieser ist heute vollständig abgetragen, möglicherweise stellt der umgesetzte Menhir von Kortenbeck den letzten Rest der Anlage dar.

## Der Lehnekenstein in regionalen Sagen
Um den Menhir ranken sich zahlreiche Sagen. Die umfangreichste dreht sich um seinen Namen. Hiernach gab es in Bonese einst eine Bäuerin, die einen Sohn namens Asmus und eine Tochter namens Marlene (Maria Helene, Koseform Lehnchen bzw. niederdeutsch Lehneken) hatte. Asmus war ein Taugenichts und hatte Freude daran, Menschen zu quälen. Marlene hingegen war schön, gutherzig und gottesfürchtig. Sie wurde von allen jungen Männern der Gegend begehrt, sie selbst liebte hingegen den fleißigen und frommen, aber auch armen Knecht vom Nachbarhof. Diese Liebe beruhte auf Gegenseitigkeit, doch Marlenes Familie hatte anderes im Sinn. Ihr hartnäckigster Freier war der reiche Sohn des Schulzen aus Markau. Von dieser Partie waren Mutter und Bruder sehr angetan und bereiteten schon die Hochzeit vor, ohne sich von Marlenes Klagen erweichen zu lassen. Schließlich schwor sie, dass sie sich eher umbringen würde, bevor sie als Braut nach Markau ginge, doch wurde sie hierfür nur verlacht. Am Nachmittag vor dem geplanten Hochzeitstag wurde sie schließlich von Brautjungfern feierlich eingekleidet, bestieg den Brautwagen und fuhr mit großem Gefolge in Richtung Markau. Kurz vor Sonnenuntergang erreichten sie die Grenze zwischen beiden Orten. Dort wartete der Bruder des Bräutigams und fragte dem Brauch entsprechend: „Wer hat dich hier her gebracht, du Braut?“ Marlene antwortete: „Gott und gute Leute.“ Darauf fragte der Bruder des Bräutigams weiter: „Will die Braut weiter oder will sie noch umkehren? Jetzt ist es noch Zeit.“ Weinend antwortete sie: „Ich will um, ich will wieder um, ich will nach meiner Mutter Haus!“ Da schrie sie ihr Bruder Asmus wütend an und drängte die Pferde und das Gefolge dazu, die Grenze nach Markau zu überschreiten. In letzter Verzweiflung schrie Marlene: „Ich will lieber zu Stein werden, als dass ich über die Markauer Grenze komme!“ Sie stürzte sich aus dem Wagen und wurde augenblicklich zu Stein. Im selben Moment ging die Sonne unter. In Vollmondnächten soll man um Mitternacht noch die Brautbänder am Stein flattern sehen können. Der Schriftsteller Wilhelm Meyer-Markau weitete diese Sage zu einem ganzen Roman aus, der 1908 unter dem Titel Und die Dornen gingen mit auf erschien.
Es gibt verschiedene Varianten dieser Sage. Eine besagt, dass die Verwandlung nicht auf Wunsch Marlenes, sondern als Strafe erfolgte. Nach einer anderen Version soll Marlene sich nicht verwandelt haben, sondern auf einen Stein gestürzt sein. Später erlag sie ihren Verletzungen und wurde auf dem Friedhof beigesetzt. Eine dritte Variante besagt, dass die Brautbänder nicht nur nachts, sondern auch am Tage als rotbraune Streifen zu sehen sein und weiterhin eine dicke Bernsteinkette um den Hals des Steins hinge. Weiterhin soll es sich bei den Streifen um den eingebogenen Arm und die Hand der Braut handeln. Neben Marlene sollen auch ihre Brautjungfern versteinert worden sein. Diese bildeten den Kreis aus kleineren Steinen um den Lehnekenstein. Der Stein reiht sich damit in eine über einen größeren Raum verteilte Gruppe von Denkmälern ein, die als versteinerte Hochzeitsgesellschaften angesehen wurden. Hierzu zählen das im 19. Jahrhundert zerstörte Großsteingrab 1 in Liesten bei Salzwedel aber auch die Großsteingräber Visbeker Braut und Visbeker Bräutigam sowie die Gräbergruppe Glaner Braut im nordwestlichen Niedersachsen. Auch über den nahegelegenen Steinkreis bei Dahrendorf werden fast identische Sagen erzählt.
Es gibt noch eine Reihe weiterer Sagen, die um den Stein kreisen. So soll er bluten, wenn man ihn um Mitternacht mit dem Rücken eines Messers schabt. Auch sollen die Streifen („Ketten“) dann golden leuchten. Weiterhin soll es hier um Mitternacht spuken. Zur Mittagszeit wärmt sich hier hingegen die Mittagsfrau. Nach einer anderen, etwas ausführlicheren Sage liegt unter dem Stein eine goldene Wiege. Will man sie bergen, darf man dabei kein Wort sprechen. Zwei Männer sollen es einmal versucht haben. Da fuhr plötzlich ein Heuwagen an ihnen vorbei, der von einem Hahn gezogen wurde. Erstaunt redeten sie miteinander, wodurch die fast ausgegrabene Wiege in der Erde versank. Auch der Heuwagen war verschwunden.